# Paik
Paik (в переводе с англ. — «Сильный удар») — рок-группа, играющая в жанрах пост-рок и спейс-рок из Толидо, США. В настоящее время группа проживает в Детройте. Сама группа причисляет себя к жанрам эмбиент, психоделический рок и шугейзинг.

## История
Группа основана в 1997 году. Первый альбом Hugo Strange выпустила в 1998 году. Выступала вместе с Black Rebel Motorcycle Club и Windy & Carl.
Группа состоит из трёх человек: гитариста Роба Смитта (англ. Rob Smith), ударника Райана Приттса (англ. Ryan Pritts) и бас-гитариста Энтони Петровича (англ. Anthony Petrovic). Первоначально бас-гитаристом был Али Клегг (англ. Ali Clegg), но он ушёл из группы в 2005 году и был заменён Энтони Петровичем.

## Дискография

### Студийные альбомы
- Hugo Strange (Beyonder, 1998)
- Corridors (Beyonder, 2001)
- The Orson Fader (Clairecords, 2002)
- Crickets and Fireflies (совместный альбом с Kinski и Surface of Eceon, Music Fellowship, 2004)
- Satin Black (Strange Attractors Audio House, 2004)
- Monster of the Absolute (Strange Attractors Audio House, 2006)

### Синглы
- Spacer (Beyonder, 1999)

### DVD
- Magnesium Fire (Beyonder, 2006)